# Tornik'e Gorgiashvili
Tornik'e Gorgiashvili (in georgiano თორნიკე გორგიაშვილი?; Tbilisi, 27 aprile 1988) è un ex calciatore georgiano, di ruolo centrocampista.

## Palmarès

### Club

#### Competizioni nazionali
- Campionato georgiano: 1

Saburtalo Tbilisi: 2018
- Coppa di Georgia: 2

Chikhura Sachkhere: 2017
Saburtalo Tbilisi: 2019